# Mohamed Ali Ben Romdhane
Mohamed Ali Ben Romdhane (arabisch محمد علي بن رمضان, DMG Muḥammad ʿAlī b. Ramaḍān; * 6. September 1999 in Tunis) ist ein tunesischer Fußballspieler.

## Karriere

### Klub
Er startete seine Karriere in der Jugend von Espérance Tunis und ging dort von der U19 zur Saison 2018/19 fest in die erste Mannschaft über. Seitdem wurde er mit dem Team fünf Mal Meister, einmal Superpokalsieger und einmal Gewinner der Champions League.

### Nationalmannschaft
Seinen ersten bekannten Einsatz für die tunesischen A-Nationalmannschaft hatte er am 20. November 2019, bei dem 1:1-Sieg über Libyen während der Qualifikation für die Afrikanische Nationenmeisterschaft 2020. Hier wurde er in der 91. Minute für Anice Badri eingewechselt. Nach weiteren Einsätzen bei Freundschafts- als auch Qualifikationsspielen stand er dann auch im Kader der Mannschaft beim FIFA-Arabien-Pokal 2021, wo er drei Mal eingesetzt wurde. Danach war er auch beim Afrika-Cup 2022 aktiv, wo er jedoch nur einmal in der Gruppenphase Spielzeit bekam.